# Augustinern 8 (Quedlinburg)

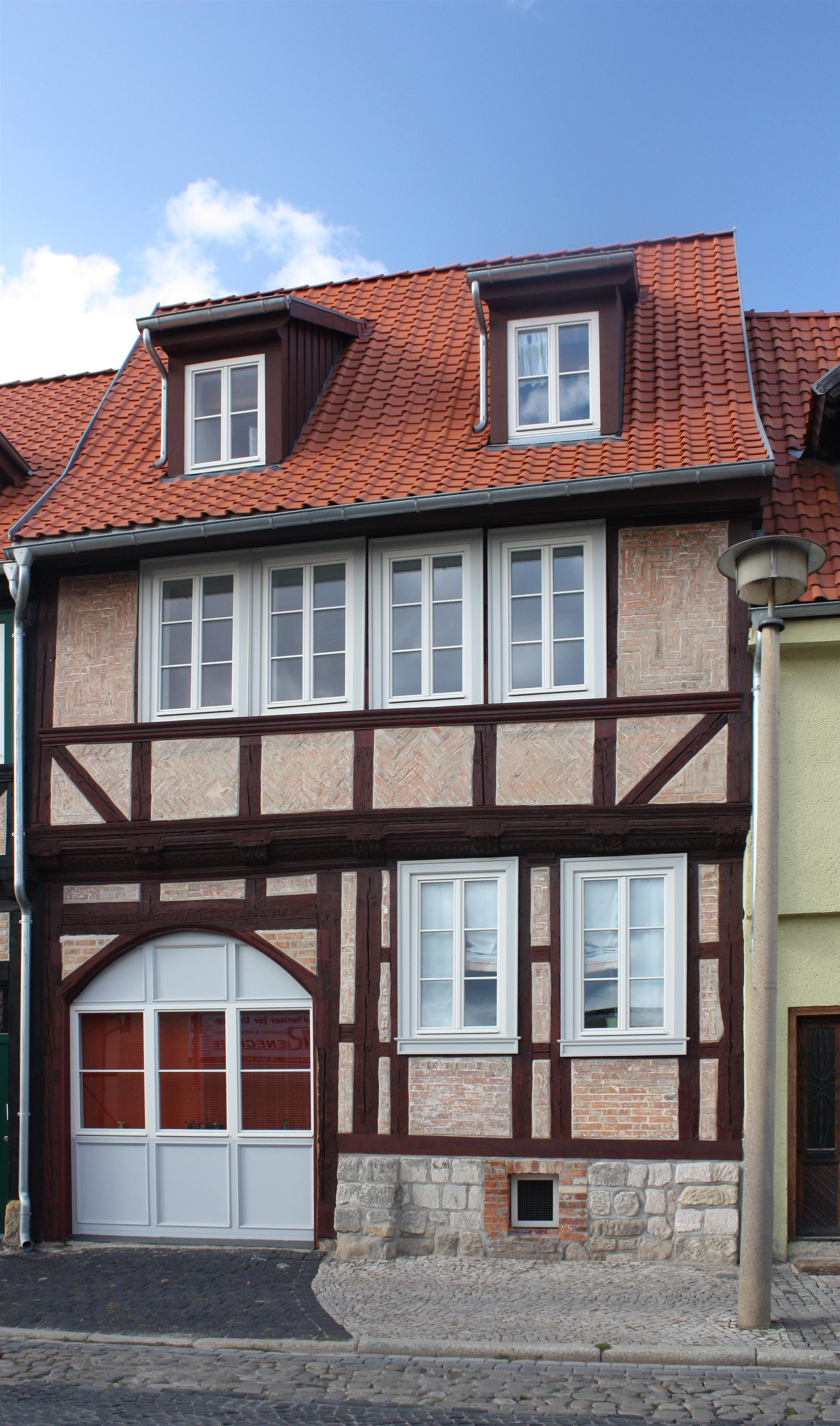
Haus Augustinern 8

Das Haus Augustinern 8 ist ein denkmalgeschütztes Gebäude in der Stadt Quedlinburg in Sachsen-Anhalt.

## Lage
Es befindet sich im nördlichen Teil der historischen Quedlinburger Neustadt und gehört zum UNESCO-Weltkulturerbe. Im Quedlinburger Denkmalverzeichnis ist es als Ackerbürgerhaus eingetragen. Westlich grenzt Haus Augustinern 7 an.

## Architektur und Geschichte

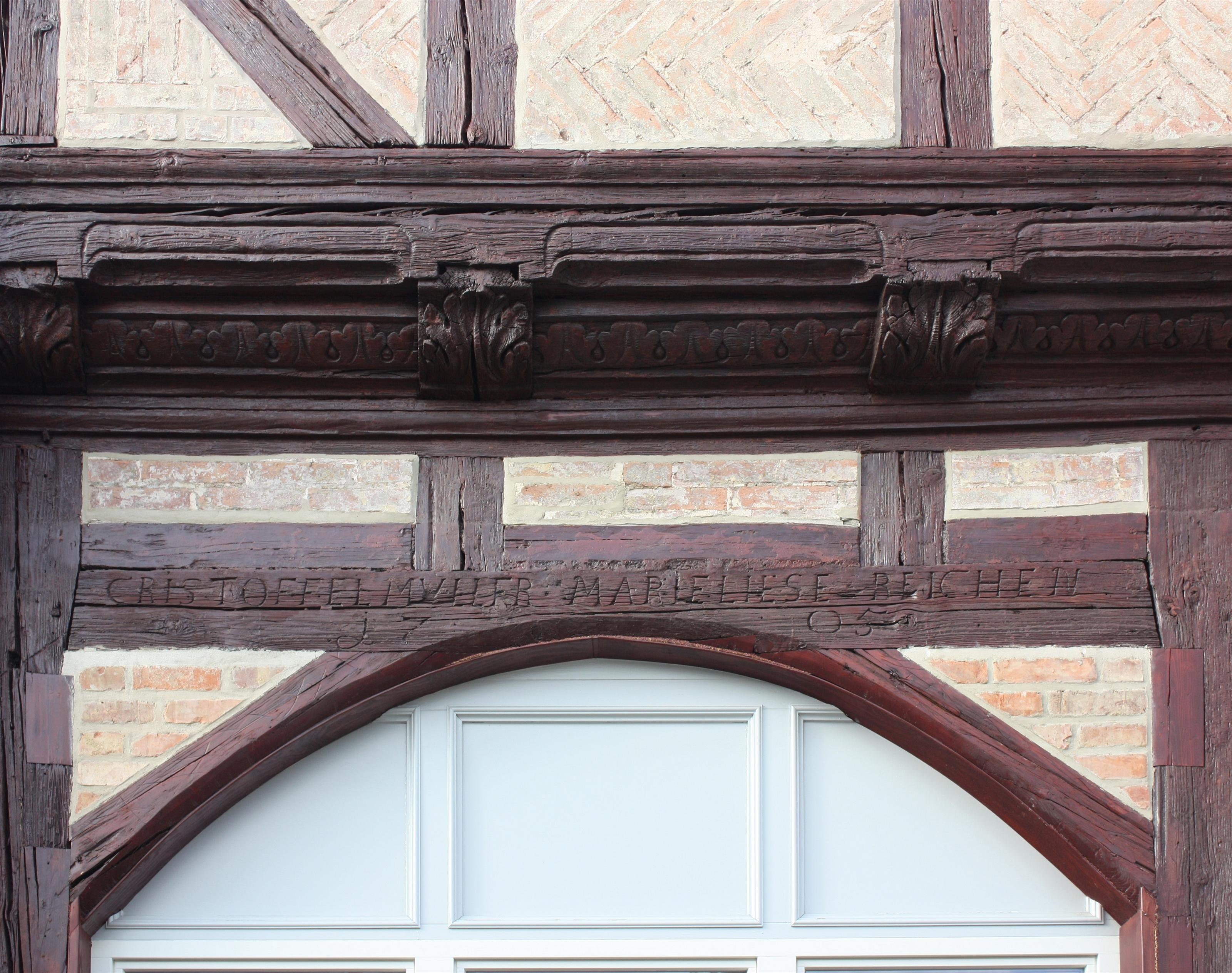
Detail der Verzierungen oberhalb der Tordurchfahrt

Das Fachwerkhaus entstand im Jahr 1705. Auf der linken Gebäudeseite besteht eine Toreinfahrt. Die Fassade des barocken Gebäudes ist reich verziert. An der Stockschwelle finden sich Schiffskehlen. Balkenköpfe und Füllhölzer sind mit Akunthusfries verziert. Die Gefache sind mit Zierausmauerungen versehen. Darüber hinaus gibt es profiliertes Brüstungsholz.